# لورنس إس. وايس
لورنس إس. وايس (بالإنجليزية: Laurence S. Weiss)‏ هو سياسي أمريكي، ولد في 6 مايو 1919 في المجر، وتوفي في 27 ديسمبر 2003 بهوليوود في الولايات المتحدة. حزبياً، نشط في الحزب الديمقراطي. وقد انتخب عضو مجلس ولاية نيوجيرسي.